# Fender Bullet
A Fender Bullet egy elektromos gitár modell, melyet John Page hangszerész tervezett és az amerikai Fender hangszercég gyártott 1981 és 1984 között. A gitár a rövid skálahosszúságú tanulómodellek közé tartozott, és a Mustang, valamint Musicmaster modellek leváltására készült. 1984-től a Fender kivonta kínálatából és a Squier hangszercég készített további Bullet modelleket.

## Első generáció
Az 1981-es első generációs Bullet (a képen) az Egyesült Államokban készült összesen két – Standard és Deluxe – modellváltozatban. Az első generációs Bullet a Telecaster testformáján alapult és eredetileg 199 dolláros listaáron forgalmazták. Ez a modellváltozat kezdetben 19 érintős paliszander fogólapos nyakat kapott Telecaster fejformával. Később a nyak 21 érintős lett. A Standard változaton a fém koptatólap egy darabban volt a rögzített húrlábbal, mely minden egyes húrhoz saját vezető nyereggel rendelkezett. A Deluxe változat ehhez képest egy különálló, műanyag koptatólapot kapott. Mindkét változat két egytekercses (single coil) hangszedővel rendelkezett, melyhez három állású kapcsoló tartozott (nyak, híd, osztott állás). Az eredeti Fender Bullet csak vörös és krémszínben volt kapható.

## Második generáció
1982-ben, egy évvel a Bullet bevezetése után a Fender máris modellfrissítést hajtott végre rajta. A Bullet második generációja már Stratocaster-formát kapott rövidebb, jávorfa nyakkal, a fejforma azonban megmaradt az eredeti Telecaster-alakban. A modellfrissítés során bevezettek két Bullet basszusgitár változatot is. Az összesen már öt modellváltozatban gyártott Bullet gitárok között leginkább csak a hangszedő-elrendezésekben volt tetten érhető különbség: a gitárok 1, 2 és 3 darabos egytekercses, valamint 1, illetve 2 darabos ikertekercses kivitelben készültek.